# Михайло Пселл
Михайло Пселл (*1018 — †1096) — визначний візантійський політик, вчений, філософ, історик.

## Життєпис

### Молоді роки
Походив із збіднілої провінційної аристократії. Народився у м. Нікомедія. При народженні отримав ім'я Костянтин. Стосовно прізвища немає вірних відомостей. Пселл («Заїка») — або родинне прізвище або особисте прізвисько майбутнього вченого. Стосовно батьків Михайла немає інформації. Спочатку навчався під доглядом свого батька, а близько 1028 року переїздить до Константинополя. Тут до 1037 року вивчав спочатку граматику та пиїтику, а згодом красномовство, філософію та правництво. У 1037 році отримує посаду секретаря суду Месопотамської феми. У 1039 році після смерті сестри повертається до Константинополя.
У 1039—1041 роках він не тільки навчається під головуванням митрополита Іоанна Мавропа, але й товаришує з майбутніми Константинопольськими патріархами Іоанном Ксифіліном, Костянтином Ліхудом, знайомиться з майбутнім імператором Костянтином Дукою. Деякий час, 1041—1042 роки, служить у Месопотамській фемі, цього разу як суддя.

### Кар'єра
У 1042 році остаточно повертається до Константинополя, запрошений імператором Костянтином IX Мономахом. Отримує спочатку посаду секретаря імперської канцелярії. Швидко просувається службовою кар'єрою, незабаром отримує посаду вестарха. У 1045 році Михайло Пселл стає ініціатором створення так званого Константинопольського університету (Магнаврської вищої школи) у Константинополі, де викладалося 7 вільних мистецтв. Сам Михайло отримує звання «консул професорів», щось на кшталт ректора.
У 1054 році довіра з боку імператора зменшилася, внаслідок участі Пселла у різних інтригах. Тому він уходить до Олімпського монатирія у Віфінії, де приймає постриг й чернече ім'я «Михайло». Після смерті Костянтина IX Мономаха Пселл повертається до Константинополя. Тут від імператриці Феодори отримує звання іпертіма. З початком заколоту Ісаака Комніна брав участь у перемовинах з ним. Зрештою Михайло Пселл зміг домогтися уходу у монастир імператора Михайла VI Стратіотіка. При імператорі Комніні Пселл обіймав посаду проедра.
Втім вже у 1059 році Пселл активно сприяв позбавленню влади імператора Ісаака I на користь свого давнішнього друга Костянтина Дуки. Останній, ставши імператором, зробив Михайла Пселла протопроедром. До того ж Пселл став вихователем сина та співімператора Костянтина X Дуки — Михайла Дуки. Сповідуючи гуманістичні погляди, Пселл спонукав імператора до скорочення фінансування армії. Наслідком цього було зменшення виплат керівному складу візантійської армії, скоротилися видатки на підготовку резервістів, обслуговування військових складів й прикордонних укріплень. В результаті боєздатність візантійського війська значно погіршилася, що у подальшому призвело до численних поразок при конфліктах із сельджуками при наступному імператорі — Романі IV.
За правління імператора Романа IV (1059—1067) Михайло Пселл втратив свій політичний вплив. Тому при нагоді намагався сприяти здобуттю влади для свого вихованця Михайла Дуки. Це вдалося зробити у 1067 році. На часи володарювання імператора Михайла VII Дуки приходить період найбільшого впливу Пселла, який у значній мірі керував всією Візантійською імперією. Після скидання імператора з трону у 1078 році Михайло Пселл відійшов від політичного життя, займаючись лише наукою та філософією.

## Творчість
Літературна та наукова діяльність Пселла охоплює історію, право, медицину, агрономію, риторику, філософію, математику. Йому належить один із значних історичних творів — «Хронографія», — який охоплює період з 976 до 1075 року. Ще одним історичним твором є «Historia syntomos», де у дидактичному вигляді викладені основні історичні події, дещо нагадує літопис.
Значну увагу приділяв питанням богослів'я. Перш за все розглядав питання віри, християнського вчення, його догмати. Використав вчення Платона для обґрунтування права критикувати деякі церковні авторитети. Пселлу належать трактати — «Про демонів», «Про діяльність демонів», «Деякі уявлення еллінів про демонів», де подається класифікація демонів, стосунки їх з людьми, засоби протидії.
Великим твором є «Арифметика, Музика, Геометрія та Астрономія». Тут Пселл не виступає якимось винахідником чи новатором. В цій збірці лише викладені основні принципи та положення перелічених у назві наук.
Риторичні твори Михайла Пселла мають значний вплив Платона, Аристотеля та інших видатних красномовців античності. Написав також значну працю з філософії — «De omnifaria doctrina».
Значним твором є надгробна промова матері Пселла, де той подає свої найповніші автобіографічні відомості.
Вагому частку літературного спадку Михайла Пселла складають листи відомим церковним та політичним діячам Візантії, перш за все патріархам та імператорам. Їх близько 500. Крім того, є панегірики імператорам, зокрема Костянтину IX Мономахові. В доробку Пселла є також трактати проти єретичних сект богумілів та мессаліан.
Був поетом. Писав також сатиричні та уїдливі вірші.
Окрім всього збирав фольклор народів, що мешкали у Візантійській імперії, перш за все греків.

## Родина
Одружився наприкінці 1030-х років. Про його дружину немає жодних відомостей. Мав доньку — Стиліану.